# Deperditum
Als Deperditum (Plural Deperdita, abgeleitet vom lateinischen Verb deperdere = verlieren, einbüßen) wird in der Forschung eine Urkunde bezeichnet, die nicht überliefert ist, deren Inhalt aber aus anderen Quellen erschlossen werden kann.
In der Diplomatik wird der Begriff Deperditum etwa seit Mitte des 19. Jahrhunderts verwendet. Der Inhalt einer verlorenen Urkunde lässt sich grundsätzlich aus zwei Quellengattungen gewinnen: Den erzählenden Quellen (wie Geschichtswerken) und aus später ausgestellten Urkunden, in denen man sich auf frühere Dokumente bezog. In beiden Fällen bleibt aber das grundsätzliche Problem, dass nicht immer gesichert ist, ob man sich auf jeweils echte Urkunden oder vielleicht nicht doch (irrtümlich) auf gefälschte Dokumente bezog.
Die Methodik, aus erhaltenen Quellen auf den Inhalt heute verlorener Urkunden zu schließen, wurde zunächst im Hinblick auf die Zeit des Frühmittelalters angewendet, speziell bezogen auf die Merowinger- und Karolingerzeit. Es konnte erschlossen werden, dass mehrere zur damaligen Zeit ausgestellte Dokumente in der Zwischenzeit verlorengegangen sind. In der deutschen Forschung war man allerdings, anders als in der französischen, zunächst weitaus skeptischer hinsichtlich des Wertes dieser Methodik, wenngleich sich beispielsweise prominente Forscher wie Edmund E. Stengel dafür einsetzten. Dagegen betonte unter anderem Paul Kehr die äußere Urkundenkritik, die freilich bei Deperdita nicht möglich ist; er nahm zudem fälschlich an, dass die Mehrheit der Königsurkunden erhalten geblieben sei.
Die skeptische Haltung in der deutschen Forschung änderte sich in der Nachkriegszeit grundlegend, als etwa Theodor Schieffer neue Quelleneditionen mit Berücksichtigung von Deperdita herausgab. In verschiedenen MGH-Editionen wurden nun auch Deperdita aufgenommen und ermöglichen den Forschern einen Mehrgewinn an Informationen. Es zeigt sich, wie wichtig die Fragestellung nach Überlieferungschancen und Überlieferungszufällen auch im Hinblick auf Königsurkunden ist.
Theo Kölzer hat zudem den Aufbau einer Datenbank geleitet, deren Ziel Ergänzungen zu den MGH-Diplomata der Karolinger- und Ottonenzeit ist. Dort werden alle verfügbaren Informationen zusammengetragen, was somit über den Inhalt der gedruckten MGH-Bände hinausgeht.